# Vence
Vence (okcitansko/provansalsko Vença / Vènço) je naselje in občina v jugovzhodnem francoskem departmaju Alpes-Maritimes regije Provansa-Alpe-Azurna obala. Leta 2011 je naselje imelo 19.160 prebivalcev.

## Geografija
Kraj se nahaja v Provansi 20 km zahodno od Nice.

## Administracija
Vence je sedež istoimenskega kantona, v katerega sta poleg njegove vključeni še občini La Gaude in Saint-Jeannet s 29.779 prebivalci. 
Kanton je sestavni del okrožja Grasse.

## Zanimivosti
- katedrala Marijinega rojstva iz 11. stoletja, sedež škofije, ukinjene s konkordatom 1801, ko je bilo njeno ozemlje priključeno škofiji v Nici; francoski zgodovinski spomenik,
- kapela Rožnovenske Matere Božje iz sredine 20. stoletja, zgrajena za potrebe dominikanskega samostana, (arhitekt Auguste Perret (1874-1954), okrasil Henri Matisse (1869-1954),
- Château Notre-Dame-des fleurs,
- La place du Grand Jardin,
- Nuits du Sud - poletni festival glasbe sveta.

## Pobratena mesta
- Lahnstein (Porenje - Pfalška, Nemčija),
- Ouahigouya (Burkina Faso),
- Stamford (Anglija, Združeno kraljestvo).